# Paramos
Paramos ist eine portugiesische Gemeinde im Kreis Espinho im Distrikt Aveiro.
Paramos liegt an der Linha do Norte und hat einen Flugplatz.